# Amazon Elastic Compute Cloud (EC2)
Amazon Elastic Compute Cloud (EC2) és una part de la plataforma de computació en núvol d'Amazon, Amazon Web Services (AWS), que permet als usuaris llogar ordinadors virtuals on executar les seves pròpies aplicacions informàtiques. EC2 fomenta el desplegament escalable d'aplicacions proporcionant un servei web mitjançant el qual un usuari pot arrencar una imatge de màquina d'Amazon (AMI) per configurar una màquina virtual, que Amazon anomena "instància", que conté qualsevol programari desitjat. Un usuari pot crear, llançar i finalitzar instàncies de servidor segons sigui necessari, pagant per segon pels servidors actius – d'aquí el terme "elàstic". EC2 ofereix als usuaris control sobre la ubicació geogràfica de les instàncies que permet l'optimització de la latència i alts nivells de redundància. El novembre de 2010, Amazon va canviar la seva pròpia plataforma de llocs web de venda al detall a EC2 i AWS.

## Història
Amazon va anunciar una prova beta pública limitada d'EC2 el 25 d'agost de 2006, que oferia accés per ordre d'arribada. Amazon va afegir dos nous tipus d'instàncies (Gran i Extragran) el 16 d'octubre de 2007. El 29 de maig de 2008, es van afegir dos tipus més, High-CPU Medium i High-CPU Extra Large. Hi havia dotze tipus d'instàncies disponibles.
Amazon va afegir tres funcions noves el 27 de març de 2008, adreces IP estàtiques, zones de disponibilitat i nuclis seleccionables per l'usuari. El 20 d'agost de 2008, Amazon va afegir Elastic Block Store (EBS) Això proporciona emmagatzematge persistent, una característica que havia mancat des que es va introduir el servei.
Amazon EC2 va entrar en plena producció quan va deixar l'etiqueta beta el 23 d'octubre de 2008. El mateix dia, Amazon va anunciar les següents característiques:
- un acord de nivell de servei per a EC2,
- Microsoft Windows en forma beta a EC2,
- Microsoft SQL Server en forma beta a EC2,
- plans per a una consola de gestió AWS i
- plans per a l'equilibri de càrrega, l'escala automàtica i els serveis de monitoratge al núvol.[8]

Aquestes característiques es van afegir posteriorment el 18 de maig de 2009.
Amazon EC2 va ser desenvolupat principalment per un equip de Ciutat del Cap, Sud-àfrica dirigit per Chris Pinkham. Pinkham va proporcionar la guia d'arquitectura inicial per a EC2 i després va construir l'equip i va dirigir el desenvolupament del projecte juntament amb Willem van Biljon.

## Tipus d'instàncies
Inicialment, EC2 utilitzava exclusivament la virtualització Xen. Tanmateix, el 6 de novembre de 2017, Amazon va anunciar la nova família d'instàncies C5 que es basaven en una arquitectura personalitzada al voltant de l'hipervisor KVM, anomenada Nitro. Cada màquina virtual, anomenada "instància", funciona com un servidor privat virtual. Amazon mesura les instàncies en funció de les "Unitats de càlcul elàstic". El rendiment de màquines virtuals idèntiques pot variar. El 28 de novembre de 2017, AWS va anunciar una instància nua, una diferència d'oferir exclusivament tipus d'instàncies virtualitzades.
A partir de gener de 2019, s'oferien els tipus d'instàncies següents:
- Finalitat general: A1, T3, T2, M5, M5a, M4, T3a
- Càlcul optimitzat: C5, C5n, C4
- Memòria optimitzada: R5, R5a, R4, X1e, X1, High Memory, z1d
- Informàtica accelerada: P3, P2, G3, F1
- Emmagatzematge optimitzat: H1, I3, D2

A April 2018, the following payment methods by instance were offered:
- A la carta: pagar per hores sense compromís.
- Reservat: instàncies de lloguer amb pagament únic que reben descomptes en la tarifa horària.
- Spot: servei basat en ofertes: executa els treballs només si el preu spot és inferior a l'oferta especificada pel licitador. S'afirma que el preu al comptat es basa en l'oferta i la demanda, però un estudi del 2011 va concloure que el preu generalment no es va establir per netejar el mercat, sinó que estava dominat per un preu de reserva no revelat.[18]

### Cost
A Abril 2018, Amazon charged about $0.0058 per hour ($4.176 per month) for the smallest "Nano Instance" (t2.nano) virtual machine running Linux or Windows. Storage-optimized instances cost as much as $4.992 per hour (i3.16xlarge). "Reserved" instances can go as low as $2.50 per month for a three-year prepaid plan. The data transfer charge ranges from free to $0.12 per gigabyte, depending on the direction and monthly volume (inbound data transfer is free on all AWS services).

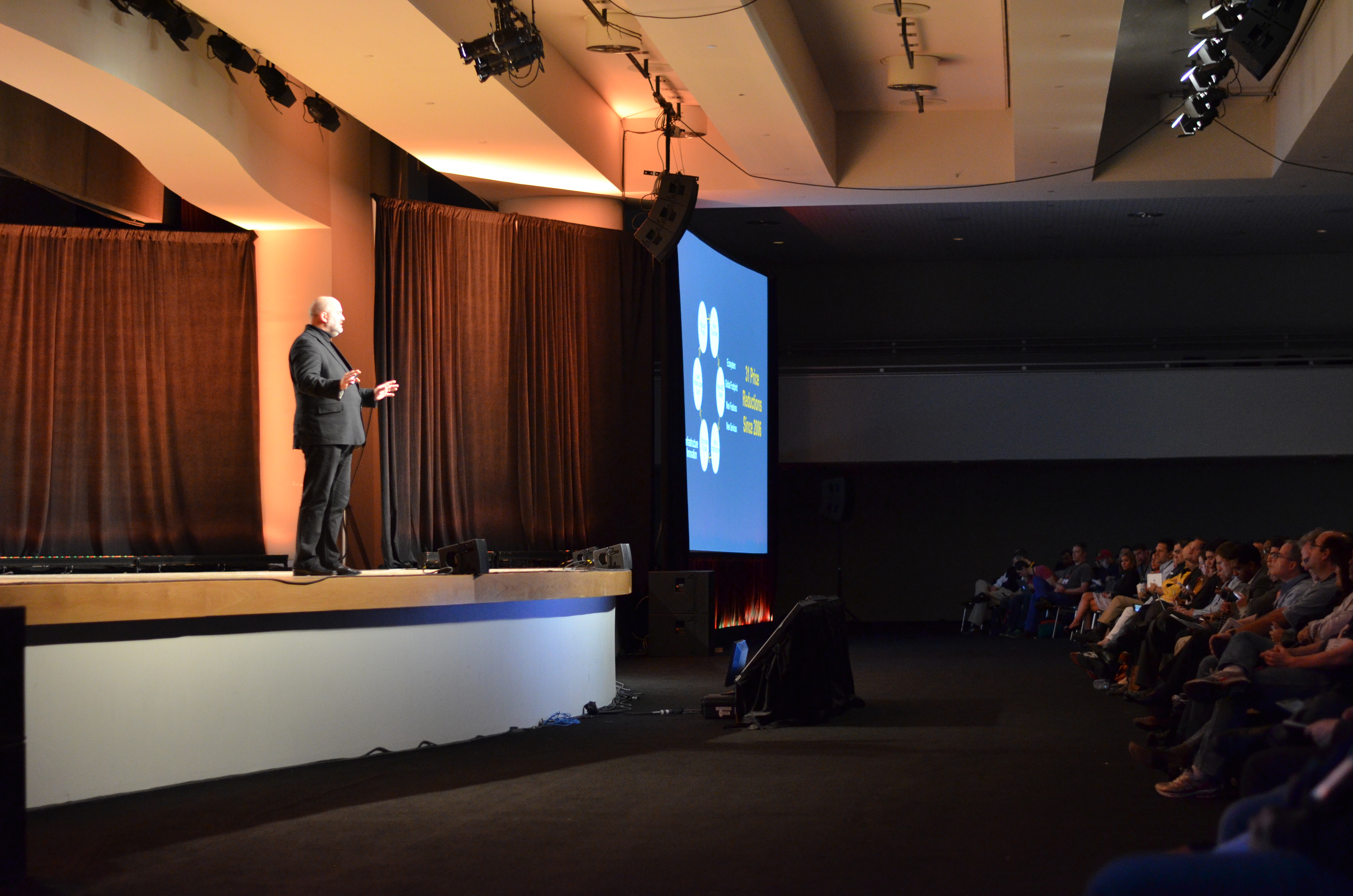
El CTO d'Amazon Werner Vogels anuncia reduccions de preus a AWS Summit 2013 NYC

Els costos d'EC2 es poden analitzar mitjançant l'Informe de costos i ús d'Amazon. Hi ha moltes categories de costos diferents per a EC2, com ara: Càrrecs per instància per hora, Transferència de dades, Volums EBS, Instantània de volums EBS i Nat Gateway.

## Característiques

### Sistemes operatius
Quan es va llançar l'agost de 2006, el servei EC2 oferia Linux i, posteriorment, OpenSolaris i Solaris Express Community Edition de Sun Microsystems. L'octubre de 2008, EC2 va afegir els sistemes operatius Windows Server 2003 i Windows Server 2008 a la llista de sistemes operatius disponibles. El març de 2011, les AMI de NetBSD van estar disponibles. El novembre de 2012, es va afegir el suport de Windows Server 2012.

### Emmagatzematge persistent
Es pot llançar una instància EC2 amb una selecció de dos tipus d'emmagatzematge per al seu disc d'arrencada o "dispositiu arrel". La primera opció és un disc local de "magatzem d'instàncies" com a dispositiu arrel (originalment l'única opció). La segona opció és utilitzar un volum EBS com a dispositiu arrel. Els volums de magatzem d'instància són emmagatzematge temporal, que sobreviuen al reinici d'una instància EC2, però quan la instància s'atura o finalitza (p. ex., per una trucada a l'API o a causa d'un error), aquest magatzem es perd.